# Episodi di Ciao dottore! (quinta stagione)
La quinta stagione della serie televisiva Ciao dottore! è stata trasmessa in anteprima in Germania da Sat.1 tra il 15 luglio 1998 e il 21 ottobre 1998.
| nº | Titolo originale             | Titolo italiano | Prima TV Germania | Prima TV Italia |
| -- | ---------------------------- | --------------- | ----------------- | --------------- |
| 1  | Albert                       |                 | 15 luglio 1998    |                 |
| 2  | Die Zeitbombe                |                 | 22 luglio 1998    |                 |
| 3  | Franziskas Wiege             |                 | 29 luglio 1998    |                 |
| 4  | Das Leben geht weiter        |                 | 5 agosto 1998     |                 |
| 5  | Du liebst mich nicht         |                 | 12 agosto 1998    |                 |
| 6  | In hilfloser Verzweiflung    |                 | 19 agosto 1998    |                 |
| 7  | Der Außerirdische            |                 | 26 agosto 1998    |                 |
| 8  | Die Mutprobe                 |                 | 2 settembre 1998  |                 |
| 9  | Katharina darf nicht sterben |                 | 9 settembre 1998  |                 |
| 10 | Ein Tag ohne Ende            |                 | 16 settembre 1998 |                 |
| 11 | Terror an der Schule         |                 | 23 settembre 1998 |                 |
| 12 | Stefans Geheimnis            |                 | 30 settembre 1998 |                 |
| 13 | Das Mädchen aus Rom          |                 | 14 ottobre 1998   |                 |
| 14 | Tod in Namibia               |                 | 21 ottobre 1998   |                 |